# Estación de Liestal
La estación de Liestal es la principal estación ferroviaria de la comuna suiza de Liestal, en el Cantón de Basilea-Campiña.

## Historia
La primera estación de Liestal fue abierta en el año 1858 con la apertura al tráfico ferroviario de la línea que unía a Basilea SBB con Olten, del Schweizerische Centralbahn o SCB (Ferrocarril Central Suizo), conocida como la línea Hauenstein. En 1880 se inauguró el ferrocarril conocido como Waldenburgerbahn, que partía desde Liestal hasta Waldenburg, con un ancho de vía de 750 milímetros.

## Situación
La estación se encuentra en el noroeste del núcleo urbano de Liestal. Tiene un total de dos andenes, de los cuales uno es central y el otro lateral, y tres vías pasantes en la zona de vías de ancho estándar, y dos vías en la zona del Waldenburgerbahn.
La estación está situada en términos ferroviarios en la línea férrea Basilea SBB - Olten, existiendo al norte de la estación una bifurcación hacia una variante de nueva construcción que cuenta con el nuevo túnel de Adler, que rebaja el tiempo respecto al trazado por Pratteln, ahora relegado para servicios de cercanías y mercancías, además de ser el punto de partida del Waldenburgerbahn.

## Servicios ferroviarios
Los servicios son prestados por SBB-CFF-FFS, que ofrece conexiones de larga distancia, regionales y de cercanías, además de servicios internacionales prestados por DB y la línea Waldenburgerbahn operada por Waldenburgerbahn AG.

### Larga distancia
- ICE Interlaken-Ost - Interlaken-West - Spiez - Thun - Berna - Olten - Liestal - Basilea SBB - Friburgo de Brisgovia - Fráncfort del Meno - Berlín. Cuenta con varias salidas al día.
- ICE Interlaken-Ost - Interlaken-West - Spiez - Thun - Berna - Olten - Liestal - Basilea SBB - Friburgo de Brisgovia - Fráncfort del Meno - Hamburgo
- IC Interlaken-Ost - Interlaken-West - Spiez - Thun - Berna - Olten - Liestal - Basilea SBB.
- IR Basilea SBB - Liestal - Sissach - Aarau - Lenzburg - Zúrich.
- IR Basilea SBB - Liestal - Sissach - Aarau - Lenzburg - Zúrich - Thawil - Pfäffikon - Ziegelbrücke - Sargans - Chur.

### Regional
- R Liestal - Waldenburg.

### S-Bahn
S-Bahn Basilea
Recibe servicios de diferentes líneas que forman parte de la red S-Bahn Basilea:
- S 3 Porrentruy – Delémont – Laufen – Basel Dreispitz – Basel SBB – Liestal – Sissach – Olten  (algunos refuerzos durante las horas pico entre Delémont (respectivamente Laufen y Aesch) y Basel sin designación de línea)